# Exomella sikhotealinensis
Exomella sikhotealinensis is een keversoort uit de familie pilkevers (Byrrhidae). De wetenschappelijke naam van de soort is voor het eerst geldig gepubliceerd in 1995 door Putz, Lafer & Zerche.